# イブラヒマ・バルデ
イブラヒマ・バルデ（Ibrahima Baldé, 1989年4月4日 - ）は、セネガル・ダカール出身の同国代表サッカー選手。レアル・オビエド所属。ポジションはフォワード。

## 経歴

### クラブ
ダカールで生まれたバルデは、2006年16歳の時にアルゼンチンへ渡る。AAアルヘンティノス・ジュニアーズのユースチームでキャリアをスタートさせ、翌年にCAベレス・サルスフィエルドのユースチームに移籍した。しかし、家族のことを理由に母国へ戻る意思を固め退団した。

#### アトレティコ・マドリード
2009-10シーズンにアトレティコ・マドリードと契約を結び、まずはBチームに登録された。その後、ボルハ・バストンの負傷とフロラン・シナマ＝ポンゴルがスポルティングCPへ売却されたことで前線が手薄になったため、2010年1月2日のビセンテ・カルデロンで行われたセビージャFC戦でリーグ戦デビューを果たし、90分フル出場で2-1の勝利に貢献。同月17日、ホームで3-2と勝利したスポルティング・デ・ヒホン戦で途中出場から僅か5分後に、セルヒオ・アグエロの仕掛けから初得点を決め、3-1とリードを広げた。3月6日、レアル・サラゴサ戦でロスタイムに得点を挙げ、1-1の引き分けに持ち込んだ翌日にクラブと2013年まで契約延長した。
翌シーズンは、シーズン終了までの期間で2部のCDヌマンシアへ貸し出された。2010年9月5日、1-3で敗れたセルタ・デ・ビーゴ戦でデビューし、10月3日のエルチェCF戦で初得点を挙げ2-0で勝利した。唯一の得点を挙げたジムナスティック・タラゴナ戦でシーズン2得点目を記録と好調だったが、ADアルコルコン戦で大怪我をしたためリーグ戦の半分以上の欠場を余儀なくされた。2011年4月3日、出場はなかったもののCDアルコヤーノ戦でチームに戻り、次の2-1で勝利したビジャレアルCF B戦で途中出場からついに復帰した。同月23日のレクレアティーボ・ウェルバ戦で復帰後初得点を挙げ、3-3で引き分けた5月7日のレアル・バリャドリード戦で2得点を決めた。

#### オサスナ
2011年4月3日、CAオサスナが900万ユーロのバイアウトを使い、3年契約で加入した。9月7日、0-8と大敗したFCバルセロナ戦で62分からデビューし、2-2で引き分けたヘタフェCF戦で初得点を含む2得点を決めた。11月6日の1-7で大敗したレアル・マドリード戦で3得点目を挙げるなど、最終的に22試合7得点を記録した。

#### クバン・クラスノダール
2012年7月中旬、ロシアのFCクバン・クラスノダールに移籍したが、ビザの取得が遅れたため開幕には間に合わず、8月23日に到着した。4日後、デビュー戦のFCヴォルガ・ニジニ・ノヴゴロド戦でマルコス・ピッゼッリと共に2得点を決め、6-2で勝利した。

#### スタッド・ランス
2016年7月31日、リーグ・ドゥへ降格したスタッド・ランスに移籍し、1年間の延長オプション付きで1年契約を交わした。

#### CFRクルジュ
2017年7月、ルーマニアのCFRクルジュと2年契約を交わした。

### 代表
2012年5月23日のモロッコとの親善試合でセネガル代表デビューを果たし、続く6月2日のW杯アフリカ予選・リベリア戦で代表初得点を挙げた。

## 所属クラブ
- アトレティコ・マドリードB 2009-2010
- アトレティコ・マドリード 2010-2011

→ CDヌマンシア 2010-2011 (loan)
- CAオサスナ 2011-2012
- FCクバン・クラスノダール 2012-2016
- スタッド・ランス 2016-2017
- CFRクルジュ 2017-2018
- レアル・オビエド 2018-

## タイトル
アトレティコ・マドリード
- UEFAヨーロッパリーグ : 2009-10